# تمهیدات مالی اضطراری برای دنیاگیری
تمهیدات مالی اضطراری برای دنیاگیری (با کوته‌نوشت PEF) به سازوکار حمایت مالی از دولت‌ها و نمایندگی‌های امدادی در شرایط ظهور دنیاگیری گفته می‌شود. این تمهیدات مالی توسط بانک جهانی باید اتخاذ شود که دارای بیشترین اوراق قرضه است.